# Walter Bruchhausen (Mediziner)
Walter Bruchhausen (* 11. Mai 1963 in Bonn) ist ein deutscher Arzt, Theologe, Philosoph und Hochschullehrer, der unter anderem zu Global Health forscht und lehrt.

## Werdegang
Walter Bruchhausen studierte an der Rheinischen Friedrich-Wilhelms-Universität Bonn, der Julius-Maximilians-Universität Würzburg und der University of Glasgow Medizin, Katholische Theologie und Philosophie (Health Care Ethics). Nach ärztlicher Tätigkeit in Deutschland, Senegal, Ruanda und Zaire bzw. Ost-Kongo wurde er wissenschaftlicher Mitarbeiter, Assistent, Oberassistent und apl. Prof. an den Universitäten in Bonn, Aachen und zu Köln. 2004 habilitierte er sich als erster in Deutschland für Geschichte, Anthropologie und Ethik der Medizin. Seit 2010 unterrichtet er Global Health, neben den eigenen Universitäten später auch in Hamburg und Düsseldorf. 2020 wurde er auf die neue Stiftungsprofessor für Global Health - Social and Cultural Aspects am Universitätsklinikum Bonn berufen und leitet seitdem dort die Sektion Global Health und den internationalen Weiterbildungsstudiengang zum MSc in Global Health.

## Arbeitsschwerpunkte
Ausgehend von seinen ärztlichen Erfahrungen in afrikanischen und asiatischen Ländern und seiner Beschäftigung mit der Ethnomedizin, die im englischen Sprachraum intensiv als Medical Anthropology betrieben wird, forschte er zur Entwicklung des medizinischen Pluralismus in Ostafrika, des Verhältnisses zwischen Religion und Gesundheit, der Gesundheitsversorgung in Afrika, China und Indien, von medizinischer Entwicklungszusammenarbeit in beiden deutschen Staaten und von Global Health sowie der medizinischen Ethik, zur interkulturellen Ethik und zur Interkulturalität in der Gesundheitsversorgung.
In der von ihm geleiteten Sektion Global Health werden neben diesen eigenen Forschungsinteressen v. a. One Health (in Zusammenarbeit mit dem Zentrum für Entwicklungsforschung ZEF, an dem er Senior Fellow ist) und Global Clinical Care mit Arbeitsgruppen für Global Oncology, Global Child Health und Global Surgery bearbeitet.
Internationale Forschungskooperationen bestehen mit Universitäten in Ghana und Indien.
Er ist Mitglied des Steering Committees der German Alliance for Global Health Research (GLOHRA) und leitet deren Global Health Academy.

## Auszeichnungen
- Deutscher Afrika-Preis (Förderpreis) 2008
- Lehrpreis der RWTH Aachen als Schirmherr für die studentische Initiative Global Health[5]

## Veröffentlichungen (Auswahl)
- Von der Bakteriologie zur modernen Virologie und Prionenforschung: Die Entwicklung der Infektionslehre. In: Dominik Groß, Hans Joachim Winckelmann (Hrsg.): Medizin im 20. Jahrhundert. Fortschritte und Grenzen der Heilkund seit 1900. München 2008 (= Ärztliche Praxis: Edition.), S. 7–25.
- Von der Kolonialmedizin zu „Global Health“. Der Umgang mit medizinischen Herausforderungen der „Dritten Welt“. In: Dominik Groß, Hans Joachim Winckelmann (Hrsg.): Medizin im 20. Jahrhundert. Fortschritte und Grenzen der Heilkunde seit 1900. 2008, S. 232–243.